# Кримський академічний український музичний театр
Кримський академічний український музичний театр — республіканський (АРК) академічний український музичний театр, що працює в столиці автономії місті Сімферополі; значний осередок культури і дозвілля міста й автономії, до 2014 року був популяризатором україномовної культури.

## Загальні дані і споруда театру
Кримський академічний український музичний театр міститься у спеціально зведеній модерній будівлі в сімферопольському середмісті на площі Леніна, і розташований за адресою: 
пр. Кірова, буд. 17, м. Сімферополь—95011 (АР Крим, Україна).
Сучасну будівлю театру зведено за проектом архітекторів С. Амзаметдинової, В. Юдіна та інженера Е. Бикова. На час відкриття (1977) це була найкраща і найсучасніша театральна сцена в УРСР.
Нині (від 1994 року) театр має малу сцену.
Керівник театру — заслужений працівник культури України, лауреат премії АРК В. Загурський, головний режисер — заслужений артист України Ю. Федоров, головний диригент — заслужений діяч мистецтв АРК, лауреат премії АРК О. Коваленко.

## Історія театру
Навесні 1955 року з Києва в Крим на постійну роботу був переведений Київський обласний пересувний драматичний театр, що одержав на кримській землі нову назву — Кримський обласний пересувний театр. Спершу театр розміщувався у приміщенні по вулиці Менделєєва.
Основу новоорганізованої трупи склали артисти київського театру. Першим головним режисером став заслужений артист УРСР В. Яншин. Відтак, 15 червня 1955 року виставою «Сильні духом» Д. Медведєва в постановці М. Пилявського театр відкрив свій перший театральний сезон в Криму.
Саме життя підказало, що створення в Криму українського музично-драматичного театру із включенням Кримської області до складу УРСР — необхідність, тому від часу, як театр був перейменований у Кримський обласний український музично-драматичний театр, у репертуарі головне місце зайняли яскраві видовищні музичні постановки, в яких об'єднане слово, музика і танець. Своє призначення театр бачив у тому, щоби знайомити слухачів з найкращими зразками української, російської та західноєвропейської музики, створювати барвисті спектаклі, які б приносили радість. 
Панівне місце в репертуарі перших років існування творчого колективу зайняли вистави «Маруся Богуславка» М. Старицького, «Дай серцю волю, заведе в неволю» М. Кропивницького, «Наймичка» та «Безталанна» І. Карпенка-Карого, «У неділю рано зілля копала» за О. Кобилянською, опера «Катерина» М. Аркаса.
За свою понад 50-тирічну історію театр змінював свій статус чимало разів. Так, уже в 1956 році заклад було перейменовано в Кримський обласний музично-драматичний театр. Ця зміна статусу надала колективу можливість розширити свій репертуар, зробити його різноманітнішим. На сцені почали з'являтися музичні вистави: «Весела вдова» Ф. Легара, «Циганська любов» І. Кальмана, «Ханума» А. Цагарелі. 
У 1977 році театральний колектив переїхав у сучасне спеціально збудоване приміщення на площі Леніна.
Особливо великі зміни відбулися в творчому житті колективу 1980 року, коли театр було реорганізовано в Кримський український театр драми та музичної комедії. Це перетворення значно вплинуло на якість вистав, посприяло залученню до театру нових верств глядачів. 
Протягом цього часу з театром співпрацювали відомий український прозаїк П. Загребельний, драматурги О. Зарудний та О. Коломієць, поети Б. Серман та В. Орлов, композитори А. Караманов, В. Філіппенко та С. Бедусенко. 
З часом життя підказало, що необхідним є створення в Криму музичного театру. У 1991 році театр було реорганізовано в Кримський український музичний театр. 
У 1994 році в фоє театру монодрамою «Три життя Айседори Дункан» було відкрито малу сцену, на якій йдуть камерні вистави. 
2006 року театрові надано статус академічного, відтак він дістав свою сучасну назву — Кримський академічний український музичний театр.
У 2014 році у театру, внаслідок анексії Росією Криму, статус українського відібрали.

## Репертуар
Репертуар — різноманітний, але переважає класика, в тому числі її сучасне прочитання. Так, з великим успіхом йдуть сьогодні на сцені Кримського академічного українського музичного театру такі вистави, як опера «Наталка Полтавка» І. Котляревського, комічна опера «Запорожець за Дунаєм» С. Гулака-Артемовського, музичні комедії «Сорочинський ярмарок» О. Рябова, «Майська ніч» М. Лисенка за М. Гоголем, музична комедія «За двома зайцями» М. Старицького, «Шельменко-денщик» Г. Квітки-Основ'яненка, музика В. Соловйова-Сєдого, мюзикли «Моя чарівна леді» Ф. Лоу, «Зоряна мить» С. Колмановського, «Циганка Аза» В. Філіппенка, оперети «Весела вдова» Ф. Легара, «Принцеса цирку» І. Кальмана, «Кішка, перетворена в жінку» Ж. Оффенбаха, балети «Дон Кіхот» Л. Мінкуса, «Бахчисарайський фонтан» Б. Асаф'єва, «Створення світу. Китайська легенда», «Ромео і Джульєтта» С. Прокоф'єва, неймовірна історія «Одруження» М. Гоголя, психологічна мелодрама «Брехня» В. Винниченка, комедія «Нелегалка» та трагікомедія «Євангеліє від Івана» А. Крима, сучасна притча «Дуже проста історія» М. Ладо.
Найяскравішими спектаклями театру протягом його історії були:
- «Маруся Богуславка» М. Старицького, 1958;
- «Титарівна» М. Кропивницького, 1964 р., "Коли мертві оживають" І. Рачади, 1967;
- «Підступність і любов» Ф. Шіллера, 1969;
- «Севастопольський вальс» К. Лістова, 1980;
- «Аджимушкай» Б. Сермана, Є. Черткова, 1981;
- «Євпраксія - київська княжна» П. Загребельного, Г. Бодикіна, 1982;
- «Мати» К. Чапека, 1983;
- «Гуляща» П. Мирного, 1988;
- «Сорочинський ярмарок» Д. Юхвіда, 1996;
- мюзикл «Собор Паризької богоматері», 1997;
- мюзикл «Вестсайдська історія» Л. Бернстайна, 2000;
- шоу-програма «Вечір балету в Криму», 2001;
- «Жизель» А. Адана, 2001.

## Трупа
В різні роки в театрі працювали відомі режисери: заслужений артист України Є. Степанов, С. Бойко, В. Недашківський, заслужений діяч мистецтв України Ю. Ятковський, заслужений діяч мистецтв УРСР В. Ясногородський, народний артист України В. Аносов, народний артист України, лауреат Державної премії ім. Т. Г. Шевченка С. Сміян. 
Найяскравішими артистами театру були — у період 1955—1975 років: І. Аніпрєєв, заслужений артист УРСР М. Андрусенко, О. Бізєєв, С. Ботвіна, заслужений артист УРСР І. Бурменко, заслужений артист УРСР С. Вандалковська, заслужений артист УРСР В. Веремєєнко, Е. Воронович-Зінчевська, заслужений артист УРСР О. Григораш, З. Демиденко, В. Дідусенко, Й. Добровольський, заслужений артист УРСР Б. Жадановський, Н. Єрьоміна, М. Кавуненко (нині заслужена артистка УРСР М. Мар'яновська), А. Ковалюк, В. Дюбченко, К. Мизак, Л. Никоненко, М. Новік, В. Лопудренко, З. Почотна, эаслужений артист УРСР Р. Радецький, О. Сапсай, Д. Сахарова, Г. Семененко, В. Саниченко, Л. Соколовська, заслужена артистка УРСР Н. Сороката, С. Сорокатіна, С. Степаль, П. Тахтаєв, заслужений артист УРСР М. Фадєєва, В. Франчук, А. Халамов, П. Шаповалов; від 1975 року і нині (2000-ні): Народний артист УРСР М. Андрусенко (†2010), І. Аносова, народна артистка України В. Бойко, заслужений артист УРСР М. Бондаревський, заслужений артист АРК С. Ботвіна, В. Жуков, заслужений артист України В. Карпов, заслужений артист України А. Кліпа, заслужений артист України І. Мар'яновська, В. Навроцький. 

## Нагороди
Постановки Кримського академічного українського музичного театру не раз відзначались різноманітними національними і республіканськими преміями: 
- «Трембіта» (Диплом на республіканському огляді радянської драматургії, 1957);
- «Титарівна» (Шевченківська медаль до 150-річчя з дня народження Т. Шевченка);
- «Севастопольський вальс» (Диплом ступеня на республіканському огляді спектаклів, 1982);
- «Балада про хлопчаків» (Диплом на республіканському огляді спектаклів для дітей та юнацтва, 1983);
- «Аджимушкай» (обласна комсомольська премія ім. Н. Бірюкова, 1983);
- «Ясон» (Диплом на республіканському огляді спектаклів за творами братерських республік, 1983);
- «Мати» (Диплом на фестивалі драматичних мистецтв ЧССР у Радянському Союзі, 1983).

Вже за незалежності України за пропаганду найкращих музичних та драматичних творів вітчизняної та західної драматургії театр став лауреатом міжнародних фестивалів «Театральний Донбас-2004» (м. Маріуполь, 2004), «Боспорські агони» (м. Євпаторія, 2007, 2009) та «Данапріс-2007» (м. Запоріжжя, 2007), «Браво, Гоголь!» (м. Полтава, 2008, 2009), «Ялтинські сезони» (м. Ялта, 2007—09). 
У 2010 році за створення балету «Бахчисарайський фонтан» Б. Асаф'єва лауреатами премії Автономної Республіки Крим стали заслужені діячі мистецтв АРК О. Бикова і С. Биков, заслужена артистка України М. Бережна, заслужена артистка АРК М. Майборода, артисти балету Д. Колокольцев та Е. Пртихов.

## Виноски
1. ↑  Останні україномовні афіші на офіційному сайті театру можна побачити в анонсі репертуару на квітень 2014. Архів оригіналу за 21 травня 2014. Процитовано 21 травня 2014., натомість анонс на травень - російськомовний і включає лише одну україномовну п'єсу - "Назар Стодоля"
2. ↑  Кримський академічний український музичний театр на krim.biz.ua/ [Архівовано 9 червня 2012 у Wayback Machine.] (рос.)
3. ↑  Офіційна вебсторінка театру. Архів оригіналу за 5 листопада 2011. Процитовано 9 грудня 2010.
4. ↑  Діючий репертуар (театру) [Архівовано 24 березня 2009 у Wayback Machine.] на Офіційна вебсторінка театру [Архівовано 5 листопада 2011 у Wayback Machine.]
5. ↑  Республиканська організація "Кримський академічний український музичний театр"[недоступне посилання з липня 2019] на (офіційний) сайт Міністерства культури і мистецтв Автономної Республіки Крим[недоступне посилання з липня 2019]